# ماريانو تشاو
ماريانو تشاو (بالإسبانية: Mariano Chao) هو لاعب هوكي الحقل أرجنتيني، ولد في 7 فبراير 1972 في San Fernando, Buenos Aires ‏ في الأرجنتين.

## وصلات خارجية
- ماريانو تشاو على موقع أوليمبيديا (الإنجليزية)